# 畠山基徳
- 畠山 基徳
- 畠山 基德

畠山 基徳（はたけやま もとのり、生没年不詳）は、江戸時代の高家旗本。畠山基利の養子。実父は畠山義方。正室は本多助賢の娘。通称は左衛門。上総介・民部大輔。

## 生涯
天保11年（1840年）5月7日、父・基利の死去により家督を相続する。天保13年（1842年）12月8日、高家職に就き、従五位下侍従・上野介に叙任する。後に民部大輔に改める。嘉永3年（1850年）7月16日、病のため辞職する。以後、雁間末席に列する。つまり、高家末席という優遇措置を得ることになった。
文久2年（1862年）3月29日、隠居し、息子・基永に家督を譲る。戊辰戦争中の慶応4年（1868年）3月10日、自領の陣屋（栃木市嘉右衛門町）に入った。

## 足利への復姓
明治元年（1868年）7月、畠山氏は本姓である「足利」を名乗ることを願い出て、以降は足利氏を名乗る。子・基永は「足利木久麿」と改称した。

## 系譜
- 父：畠山義方
- 母：不詳
- 養父：畠山基利
- 正室：本多助賢の娘
- 子女：畠山基永